# Núria de Gispert
Núria de Gispert Català (Barcelona, 6 de abril de 1949) es una abogada y política española de ideología nacionalista catalana, presidenta del Parlamento de Cataluña de 2010 a 2015 y consejera del Gobierno de Cataluña entre 1995 y 2003.

## Biografía
Núria de Gispert es la hija del también político y abogado Ignasi de Gispert Jordà, y descendiente de la benefactora chilena (declarada Venerable por la Iglesia católica) Dorotea de Chopitea y su esposo, el banquero Josep Maria Serra Muñoz, uno de los fundadores del Banco de Barcelona. De Gispert se licenció en Derecho por la Universidad de Barcelona. Tiene el título de Traducción jurada por el Ministerio de Asuntos Exteriores. Ejerció de abogada desde 1971 hasta 1973. 
Desde 1974 a 1980 fue funcionaria de la Diputación de Barcelona. Ejerció como secretaria general del Departamento de Justicia y de Gobernación de Cataluña desde 1984 a 1993 y vicepresidenta del Comité Director para la Organización de la Administración de la Generalidad de Cataluña desde 1993 hasta 1994.
Es militante de Unión Democrática de Cataluña (UDC) desde 1986. En UDC, fue miembro de la Mesa del Consejo Nacional, el cual  llegó a presidir, y miembro permanente del Comité de Gobierno, donde ostentaba la vicepresidencia de Relaciones Institucionales de dicho Comité, hasta su renuncia temporal a los cargos partidarios por sus obligaciones institucionales al frente del Parlamanento.
En el Gobierno de Cataluña 1992-1995 presidido por Jordi Pujol, fue nombrada Consejera de Justicia en sustitución de Antoni Isac Aguilar tras una remodelación gubernamental que se produjo el 1 de enero de 1995. Durante los gobiernos de Cataluña en los períodos 1995-1999 y 1999-2003, continuó en el cargo de la Consejería de Justicia pero tras los ajustes de gobierno que hubo el 5 de febrero de 2001, fue nombrada Consejera de Gobernación sustituyendo a Josep Antoni Duran i Lleida. Estuvo un año en la consejería hasta que, en una nueva remodelación de gobierno, fue nombrada Consejera de Justicia e Interior (unificando ambos departamentos). Presidió la parte catalana de la Comisión Mixta de Transferencias Estado-Generalidad y fue ponente del Estatuto de Autonomía de Cataluña de 2006.
Fue elegida diputada en el Parlamento de Cataluña en las elecciones del 2003, las de 2006 y las del 2010.
Por su labor como abogada, recibió la Cruz de San Raimundo de Peñafort (1998), la Cruz al Mérito al Servicio de la Abogacía Española (2002) y la Medalla del Colegio de Abogados de Barcelona (2004). Es colegiada, actualmente sin ejercicio, del Colegio de Abogados de Barcelona. Es miembro de la Academia de Jurisprudencia y Legislación de Cataluña desde 2006 y defensora del mutualista de la Mutua de los Abogados (2005).
Durante la campaña electoral de las elecciones al Parlamento de Cataluña de 2010, se hizo público que si CiU tenía una amplia mayoría en la cámara catalana, sería elegida como presidenta del Parlamento.
El 28 de junio de 2015 el diario La Vanguardia informó que De Gispert había solicitado su baja como militante de Unión Democrática de Cataluña extensiva a su marido, dos hijos y un yerno con un correo electrónico enviado a su partido. Horas más tarde, después de que Unió hizo pública la decisión de tramitar dicha baja, la presidenta del parlamento catalán desmintió haberla solicitado. La plataforma crítica con la dirección de UDC a la que pertenece, Hereus UDC 1931, desmintió que De Gispert fuera a causar baja del partido y matizó que se limitaba a destinar su aportación de sueldo a la corriente interna independentista.
Desde 2017 participa en algunos actos institucionales y manifestaciones.

## Presidenta del Parlamento de Cataluña

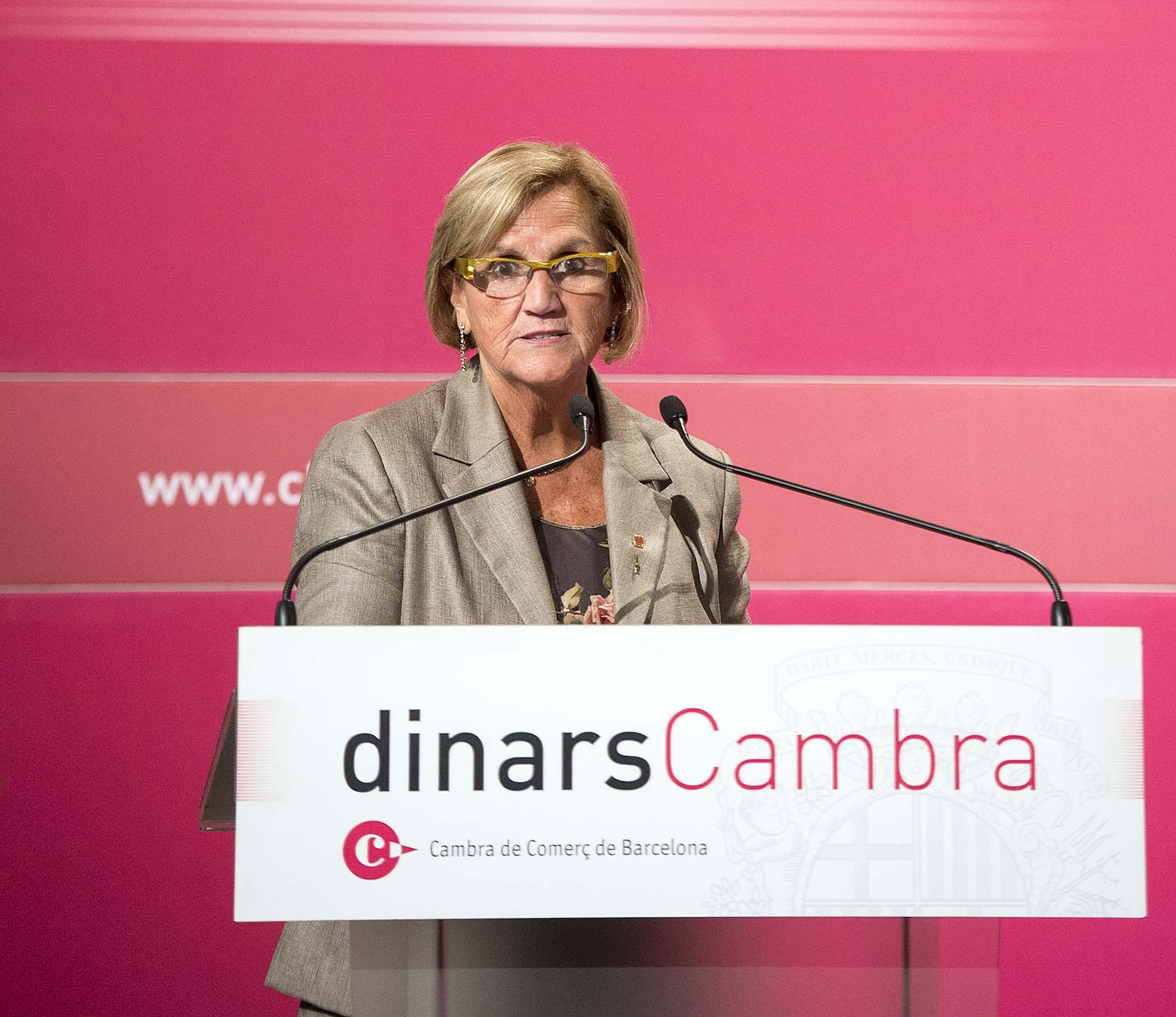
Intervención de Núria de Gispert en el foro de debate del empresariado Dinars cambra, organizado por la Cámara de Comercio de Barcelona

El 16 de diciembre de 2010, fue elegida presidenta del Parlamento de Cataluña en la sesión constitutiva de la cámara para la IX legislatura, siendo la primera mujer en Cataluña en ocupar este cargo.
El 11 de octubre de 2013 el Partido Popular de Cataluña (PPC) y Ciudadanos (Cs) pidieron su sustitución tras una discusión en el Parlamento que acabó con la salida de los diputados de estos dos partidos.